# Medico di medicina generale

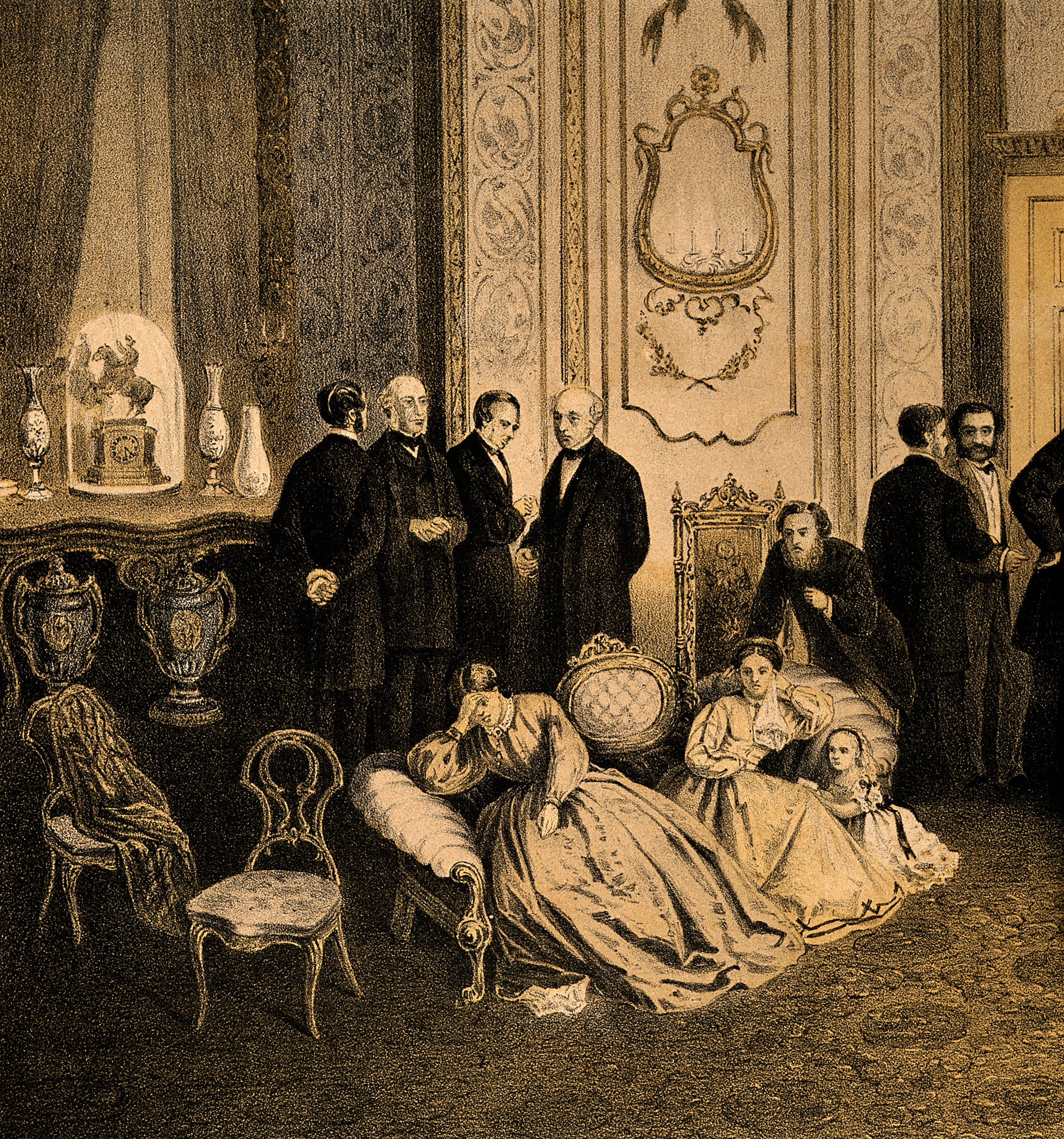
Medici al capezzale del principe Albert. W.L. Walton after Oakley, c. 1865.

Il medico di medicina generale (MMG), detto anche medico di assistenza primaria (MAP) o medico di famiglia, è un laureato in medicina e chirurgia che ha conseguito il diploma triennale di formazione specifica in medicina generale ed eroga l’assistenza sanitaria primaria sul territorio, assumendo il ruolo di medico curante degli assistiti iscritti nelle proprie liste.
I termini "medico generico" e "medico di base" sono oggi ritenuti impropri: il primo indicava il laureato privo della formazione specifica post lauream (figura superata dalla normativa vigente), mentre il secondo è un’espressione colloquiale retaggio del sistema delle casse mutue—da cui il sinonimo storico "medico della mutua"—che non rispecchia né i requisiti formativi né le competenze multidimensionali attribuite all’attuale medico di medicina generale.
Il medico di assistenza primaria è il responsabile della cura globale della persona, rappresenta l'accesso del cittadino al SSN e ha il compito di coordinare sotto la sua responsabilità l'intera vita sanitaria e psicologica dei suoi pazienti. Può essere assistito da un servizio di segreteria di studio e da una équipe infermieristica e può associarsi con altri medici nell'ambito della medicina di gruppo.
La figura del medico di medicina generale (general practitioner, GP) è comune nel Regno Unito, in Irlanda, Australia, Canada, Sudafrica, Nuova Zelanda, a Singapore e in altri paesi del Commonwealth, dove la denominazione viene comunemente distinta dal physician, solitamente riservata agli specialisti ospedalieri (in particolare gli internisti). 
Negli Stati Uniti viene sovente utilizzata la denominazione primary care physician (medico di assistenza primaria).

## Definizione europea WONCA
L'Organizzazione mondiale dei medici di famiglia ha stabilito nel 2002 la definizione della specialità in medicina generale e del medico specialista in medicina generale. Tale definizione, in accordo con le normative europee di riferimento, rappresenta il core curriculum di tutte le scuole di formazione specialistiche in medicina generale europee e del contratto che disciplina i rapporti fra i sistemi sanitari nazionali e i medici di medicina generale.
Secondo la WONCA:
( La Definizione Europea della Medicina Generale / Medicina di Famiglia (Edition 2011) (PDF), su woncaeurope.org.)
Le caratteristiche fondamentali del medico specialista in medicina generale sono:
- gestione delle cure primarie
- cure centrate sulla persona
- abilità specifiche nel problem solving
- approccio sanitario integrato
- orientamento alle patologie secondo la comunità di riferimento
- modello olistico di cura e trattamento delle patologie

### Specializzazione in Medicina Generale
In circa la metà dei paesi europei la specializzazione dei Medici di Medicina Generale è demandata alle università mediante apposito corso di specializzazione. 

## In Europa
Nell'Unione Europea la professione è regolamentata dalla direttiva 2005/36/EC.

### In Italia

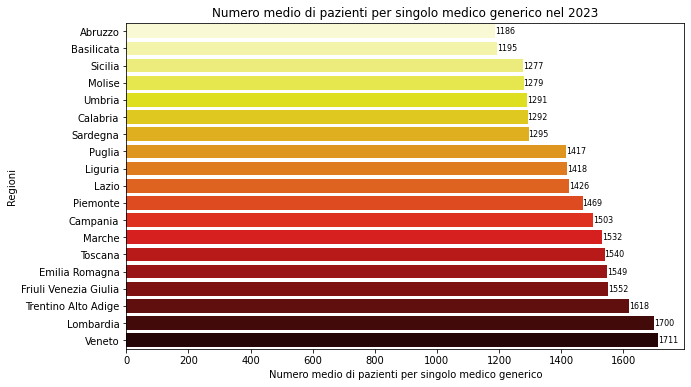
Fonte : [https://github.com/IlSole24ORE/QDV2023 IlSole24Ore

Il contratto nazionale (Accordo Collettivo Nazionale, ACN) per la Medicina Generale attualmente in vigore in Italia e il codice di deontologia medica stabiliscono la triplice funzione del medico di famiglia:
- Medico di Medicina Generale: Medico con formazione specialistica non universitaria. In Italia i corsi di formazione in Medicina Generale sono di pertinenza delle Regioni e degli Ordini dei Medici e prendono il nome di Corsi di Formazione Specifica in Medicina Generale. Indipendentemente dall’ente certificatore, il titolo è unico a livello europeo ed è valido in tutti i paesi UE (direttiva 93/16 CEE).[6] Alla categoria dei medici di Medicina Generale appartengono, oltre che il Medico di Assistenza Primaria, anche il Medico di Continuità Assistenziale (ex Guardia Medica), il Medico dell'Emergenza-Urgenza e il Medico addetto alla Medicina dei Servizi. Alcuni MMG si occupano della cosiddetta medicina penitenziaria, ossia svolgono la loro attività presso i penitenziari, le case circondariali e le altre tipologie di carceri.
- Medico di Assistenza Primaria: medico convenzionato con l'ASL per l’esercizio della professione nell'ambito dell’assistenza primaria all'interno del Sistema Sanitario Nazionale (medico di famiglia). In Italia per poter avere una convenzione a tempo indeterminato di assistenza primaria è necessario essere MMG (a eccezione dei medici laureati prima del 31/12/1994 per diritto acquisito)

L'accordo collettivo nazionale disciplina anche le incompatibilità dei medici di medicina generale.
Nell'ambito delle sue funzioni, il medico di assistenza primaria è un pubblico ufficiale e riveste il ruolo di medico curante, ovvero il medico che ha il compito di concordare col paziente una strategia diagnostico-terapeutica complessiva.
L'assistenza primaria, assicurata da medico di famiglia e da medico di continuità assistenziale, è attiva 24 ore su 24 e 7 giorni su 7.

#### Storia
La figura venne introdotta in Italia con la legge 23 dicembre 1978 n. 833 nell'ambito dell'istituzione del Servizio Sanitario Nazionale (SSN) italiano, in sostituzione di quella precedente del medico di base in seno alle casse mutue e del medico condotto per chi non era assistito da una cassa mutua. La norma assegnò a essa un ruolo centrale della cura della persona in ambito extraospedaliero, garantendo a tutti i residenti, sia cittadini sia stranieri, il diritto di essere curati da un medico di medicina generale, indipendentemente dal reddito o dall'occupazione svolta.
Il d.lgs. 17 agosto 1999 n. 368 e successive modificazioni hanno introdotto il periodo formativo post lauream necessario, finalizzato al conseguimento del diploma di formazione specifica in Medicina generale per poter esercitare la professione, in maniera analoga alle altre specializzazioni mediche.
Il "decreto Balduzzi" del 2012 ha poi introdotto numerose novità, tra cui la possibilità per i Medici di Medicina Generale di associarsi e creare varie forme di medicina associativa sul territorio come la medicina di rete, la medicina di gruppo, le case della salute e le UCCP (Unità Complesse delle Cure Primarie).
Il nuovo accordo collettivo nazionale (ACN 2018) ha ampliato le funzioni dei medici di famiglia, che potranno così in futuro eseguire esami diagnostici strumentali direttamente nei loro ambulatori e in convenzione col SSN. L'ACN attualmente in vigore assegna al Medico di Medicina Generale la responsabilità clinica del paziente in ambiente extra-ospedaliero (medico curante) e il ruolo di consulente del medico di reparto durante il ricovero del paziente.
Nel maggio 2024 la Federazione italiana medici di medicina generale e Legacoop siglano un accordo che prevede un nuovo modello operativo per i medici di famiglia, che possono associarsi in cooperative e usufruire delle convenzioni di Legacoop. Le cooperative sono tenute a dotarsi di personale di segreteria e infermieristico, strumentazione (elettrocardiografo, spirometro, ecografo..) e di servizi (server, rete, tecnico informatico…). Tale accordo mette in capo ai medici il rischio di impresa, trasformando un servizio pubblico erogato in modo equo e universale in un'attività imprenditoriale potenzialmente orientata al profitto. L'accordo con Legacoop li ha qualificati come liberi professionisti convenzionati che pagano una quota d'iscrizione e di adesione alla cooperativa.
Anche a causa dell'elevato numero di pazienti per ogni medico, nella seconda decade degli anni Duemila si sono diffusi in tutta Italia l'uso di e-mail, WhatsApp, SMS, software specifici per gestire le prenotazioni di visite dal medico, prescrizioni di farmaci, esami e visite specialistiche.

#### Formazione, accesso e requisiti
In Italia la specializzazione in medicina generale è affidata, dagli anni '90, al Corso di formazione specifica in Medicina generale ed è di pertinenza delle Regioni e degli Ordini dei medici locali. L'Accordo Collettivo Nazionale stabilisce che i medici di medicina generale sono medici specialisti formati ai principi della disciplina, in accordo con la definizione europea WONCA della medicina generale.
La Federazione Nazionale degli Ordini dei Medici, con mozione approvata il 16/11/2018, ha avviato l'iter di riforma della formazione medica che prevede il riconoscimento formale della qualifica di specialista ai medici in possesso di titolo di Medico di Medicina Generale.
Il Medico di Medicina Generale esercita la sua professione nell'ambito della disciplina della Medicina Generale, disciplina scientifica che ha acquisito nel corso degli ultimi venti anni delle competenze autonome ed esclusive rispetto alle altre discipline mediche. Per tale motivo solo i medici in possesso del Diploma di Formazione Specifica in Medicina Generale possono esercitare la professione e utilizzare il titolo di Medico di Medicina Generale.
L'accesso alla professione di Medico di Medicina Generale è disciplinato dal Decreto Legislativo 17 agosto 1999, n. 368 e successive modificazioni. A norma di legge per diventare Medico di Medicina Generale è necessario:
- il possesso della Laurea in Medicina e Chirurgia della durata di 6 anni[23];
- l'abilitazione all'esercizio della professione di Medico-chirurgo e l'iscrizione all'Ordine professionale dei medici-chirurghi nella provincia di residenza;
- il possesso del Diploma di formazione specifica in Medicina generale che si consegue col Corso di Formazione Specifica in Medicina Generale (specializzazione in Medicina Generale) il quale è bandito ogni anno dalle regioni e gestito dall'ordine dei medici provinciale. Il corso ha durata triennale. Il Diploma di Formazione Specifica in Medicina Generale è l'analogo del diploma di specializzazione nell'ambito della disciplina scientifica della Medicina Generale e consente ai medici specializzati di utilizzare il titolo di "Medico di Medicina Generale";
- per diventare Medico di Medicina Generale di Assistenza Primaria è inoltre necessario essere titolari di convenzione col SSN per l'assistenza primaria mediante partecipazione ad appositi concorsi banditi dalle regioni.

#### Profilo contrattuale
In Italia il Medico di Medicina Generale, a differenza dei medici ospedalieri, non è un dipendente, bensì un libero professionista convenzionato con le aziende sanitarie locali. Non ha quindi diritto alle ferie retribuite e all'indennità di malattia. Il contratto di convenzione prevede una retribuzione sulla base delle prestazioni effettuate e sul numero di assistiti.
Il contratto di convenzione può prevedere forme di agevolazione fiscale e incentivi per l'acquisto dell'arredo e degli strumenti tecnologici dell'ambulatorio, che sono a carico del medico, così come lo sono gli affitti dei locali.
Il contratto ACN stabilisce un limite massimo di 1500 pazienti con possibilità di deroga per situazioni particolari (familiare già in cura).

#### Attività e compiti
L'attività dei Medici di Medicina Generale è regolata dall'Accordo Collettivo Nazionale per la disciplina dei rapporti coi Medici di Medicina Generale, ai sensi dell'art. 8 del Decreto Legislativo n. 502/1992, come modificato dai decreti legislativi n. 517/1993 e n. 229/1999, all'articolo 52 disciplina quali sono i compiti del Medico di Medicina Generale.
I Medici di Medicina Generale esercitano il loro ruolo professionale promuovendo la salute, prevenendo le malattie e fornendo terapie, cure o interventi palliativi, in accordo coi bisogni di salute e le risorse disponibili nella comunità in cui sono inseriti e assistendo i pazienti, dove necessario, nell'accesso ai servizi del Sistema Sanitario Nazionale. Essi devono assumersi la responsabilità di sviluppare e mantenere le loro abilità professionali, l'equilibrio personale e i valori come base per la cura efficace e sicura dei pazienti. In ultimo, sono responsabili dell'appropriatezza prescrittiva nell'ottica di una razionale gestione dei fondi pubblici.
Il Medico di Medicina Generale si occupa:
- della diagnosi e cura delle malattie acute di pertinenza della Medicina Generale (malattie internistiche che non richiedono ricovero ospedaliero prolungato);
- della prevenzione mediante riconoscimento ed eliminazione dei fattori di rischio volta a prevenire lo sviluppo di una patologia (medicina d'iniziativa);
- della gestione e della cura del paziente cronico con particolare riguardo al paziente anziano poli-patologico e poli-farmacologico (cura delle cronicità complesse);
- della diagnostica di primo livello per la cura del paziente cronico complesso come spirometria, elettrocardiogramma, ecografia e holter pressorio[26];
- di terapia del dolore e cure palliative: la legge 38 del 2010 inserisce i medici di Medicina Generale tra i medici specialisti cui spetta il compito di trattare in prima istanza il dolore cronico benigno e oncologico[27];
- del rilascio di certificazioni di carattere medico-legale;
- di ricerca e didattica professionale;
- d'informazione sanitaria e promozione della salute;
- di gestione e coordinamento del paziente in ambiente extra-ospedaliero (medico curante).

In alcune città (ad es. Bologna), dal 2015 il medico di famiglia diviene un servizio continuativo fornito a turno anche nei giorni festivi e come presidio di prima emergenza.

##### Il rapporto coi colleghi
Il rapporto tra Medico di Assistenza Primaria (medico curante) e specialista d'organo (medico consulente) è normato dai rispettivi contratti in vigore e dal codice di deontologia medica della Federazione Nazionale Ordine dei Medici. Il Sistema Sanitario Nazionale italiano assegna al Medico di Assistenza Primaria il ruolo di medico curante. Come tale il Medico di Assistenza Primaria è il responsabile clinico del paziente in ambiente extra-ospedaliero e spetta a lui la sintesi finale della terapia suggerita dai colleghi consulenti specialisti d’organo.
Il rapporto tra medico curante e medico consulente è improntato sulla leale collaborazione e sul reciproco rispetto, nell’interesse esclusivo del paziente.

###### Rapporto coi medici consulenti specialisti
Quando il medico curante ha necessità di una consulenza, invia il paziente al medico consulente con apposita lettera d'invio contenente informazioni sulla storia clinica e il quesito diagnostico.
Nell'esercizio della sua attività di medico curante, il Medico di Assistenza Primaria ha il dovere di tenere conto del parere dei medici consulenti cui si rivolge, sebbene la decisione finale e la responsabilità dell’indirizzo diagnostico terapeutico e prescrittivo a carico del SSN sia sua. Il consulente è tenuto a rispondere in maniera esauriente al quesito del medico curante e a proporgli una terapia che il medico curante potrà accettare, rifiutare o modificare sulla base della sua valutazione clinica. La prescrizione dei farmaci a carico del SSN è compito del medico curante nell'ottica di una globale strategia terapeutica che tenga conto di tutti gli aspetti sociali e clinici del paziente (in alcune regioni i medici consulenti pubblici possono prescrivere i farmaci a carico del SSN limitatamente alla loro branca d'interesse).
Se il medico consulente specialista d'organo pubblico ha necessità di effettuare esami strumentali è suo obbligo prescrivere con apposito ricettario SSN (fornito dalla ASL/AO a tutti i medici pubblici) senza demandare la prescrizione al medico curante che non è tenuto a trascrivere esami/richieste specialistiche/visite successive alla prima prescritte da colleghi pubblici su ricettario bianco.

###### Rapporto coi medici consulenti privati
I medici consulenti privati, non essendo medici pubblici, non hanno potestà prescrittiva a carico del SSN e non sono dotati di ricettario pubblico. Quando il paziente decide di rivolgersi a un consulente privato è compito del Medico di Assistenza Primaria valutare di volta in volta l’appropriatezza dell’esame o della terapia suggerita ed eventualmente prescrivere o meno a carico del SSN sulla base della buona pratica clinica, delle linee guida e delle norme di appropriatezza prescrittiva. Il medico curante non è obbligato a prescrivere a carico del SSN quanto suggerito dal collega consulente privato se non consentito dalla normativa vigente e se non condivide la strategia diagnostico-terapeutica. Il Medico di Assistenza Primaria può prescrivere autonomamente a carico del SSN tutti i farmaci inseriti nel prontuario regionale, inclusi gli psicofarmaci e i farmaci per la terapia del dolore, a eccezione dei farmaci a uso esclusivo ospedaliero e i farmaci dotati di piano terapeutico. 

###### Rapporto col pronto soccorso
Il Medico di Assistenza Primaria che invia il paziente in pronto soccorso per prestazioni urgenti non differibili ha il compito di redigere apposita lettera di invio contenente la storia clinica del paziente, i farmaci assunti e il motivo dell’invio. I medici del PS hanno a loro volta il compito di emettere le impegnative per visite di controllo, medicazioni, esami strumentali e per i farmaci necessari al primo ciclo di terapia senza demandare al Medico di Assistenza Primaria il compito di farlo.

###### Rapporto coi medici ospedalieri
Quando il paziente è ricoverato in ospedale il Medico di Assistenza Primaria ha il dovere di collaborare coi colleghi ospedalieri in caso di necessità e in particolare durante la dimissione per concordare la strategia terapeutica da continuare a domicilio. Il Medico di Assistenza Primaria può accedere alle strutture di degenza in caso di necessità, rivestendo durante il ricovero il ruolo di medico consulente dell’equipe ospedaliera.  Quando il Medico di Assistenza Primaria suggerisce il ricovero, invia ai colleghi ospedalieri una scheda contenente la storia clinica, i farmaci assunti e il motivo del ricovero.
Al termine della degenza il medico di reparto invia una lettera di dimissione al Medico di Assistenza Primaria suggerendo una terapia da continuare a domicilio e provvedendo alla prescrizione a carico del SSN (ricetta rossa/dematerializzata) per il primo ciclo di terapia. I medici ospedalieri hanno l’obbligo di fornire al paziente le impegnative SSN per eventuali successivi controlli ambulatoriali e per gli esami strumentali. I medici ospedalieri hanno altresì l’obbligo di compilare certificazioni INPS e INAIL.
Durante la degenza e durante i cicli di terapia ospedaliera i farmaci vengono forniti dall'azienda ospedaliera e non necessitano di ricette da parte del Medico di Assistenza Primaria.
Negli ultimi anni il fenomeno della prescrizione indotta è oggetto di numerosi contenziosi medico-legali e amministrativi. Tutti i medici prescrittori (anche su suggerimento di altri medici) sono legalmente responsabili di quello che prescrivono e non possono limitarsi a ricopiare la terapia suggerita da altri senza verificare l’appropriatezza clinica. Questa responsabilità ricade in modo particolare sul medico curante, in quanto responsabile clinico del paziente in ambiente extra-ospedaliero. Per questo motivo il medico curante non è tenuto a prescrivere terapie e/o esami strumentali che non condivide.

#### Le Aggregazioni Funzionali Territoriali
Le Aggregazioni Funzionali Territoriali uniscono in un unico servizio quello dei medici di medicina generale e quello di guardia medica, assicurando una copertura delle urgenze 24 ore su 24 7 giorni su 7, in cui i pazienti possono rivolgersi al proprio medico di turno sebbene esso sia diverso dal medico di fiducia. I medici lavorano in equipe in studi che riuniscono fino a 20 professionisti, hanno l'obbligo di riunirsi almeno una volta al mese e condividono in rete le cartelle cliniche dei pazienti. 
Le aggregazioni funzionali territoriali possono avere fisicamente sede nelle Case delle Comunità finanziate col PNRR. 
Il problema più critico, al 2025, è la carenza di camici bianchi.

#### Le Case della Comunità
La riforma voluta dal ministro Schillaci nel 2025 prevede l'assunzione dei medici di medicina generale all'interno del Servizio sanitario nazionale con un orario di 38 ore alla settimana e una retribuzione parificata con quella dei colleghi ospedalieri. I medici che già esercitano al momento della riforma potranno optare se restare liberi professionisti in convenzione oppure essere assunti.
La loro attività professionale si svolgerà nell'assistenza ai pazienti ed anche nelle 1.350 Case della Comunità, delineate nel DM 77 del 23 maggio 2022 e finanziate in tutta Italia con 2 miliardi di euro del PNRR, da completarsi entro il 2026. In queste ultime i medici di famiglia dovrebbero erogare prestazioni di diagnostica avanzata dalle 8 alle 20.00 dei giorni feriali, in collaborazione con pediatri di libera scelta, specialisti ambulatoriali, infermieri e psicologi.

#### Il ruolo giuridico
Il Medico di Medicina Generale a seconda del tipo di prestazione che offre opera in una doppia veste giuridica:
- Medico di Assistenza Primaria per tutte le prestazioni che rientrano nell'ambito della convenzione. Tali prestazioni sono gratuite per gli utenti e sono: visita medica ambulatoriale o domiciliare, prescrizione di farmaci ed esami, richiesta di ricovero, vaccinazioni, prestazioni aggiuntive di particolare impegno (PIP), certificazioni per attestazione di malattia, di riammissione scolastica o al lavoro. In tale veste il Medico di Medicina Generale assume il ruolo di Pubblico Ufficiale.
- Medico di Medicina Generale libero professionista per tutte le prestazioni che non rientrano nell'ambito della convenzione. Tali prestazioni sono soggette a parcella da parte degli utenti. In tale veste il Medico di Medicina Generale assume il ruolo di Esercente un Servizio di Pubblica Necessità[36]

##### Il ruolo di Pubblico Ufficiale
La Corte Suprema di Cassazione ha stabilito con sentenza n. 35836 del 22.02.2007 il ruolo di pubblico ufficiale del Medico di Assistenza Primaria nell'esercizio delle sue funzioni.
La stessa Suprema Corte di Cassazione ha stabilito con successiva sentenza (n. 27988/17) che la qualifica di pubblico ufficiale del Medico di Assistenza Primaria è da intendersi in tutto il territorio nazionale, poiché nell'interesse dello stato "svolge l'attività per mezzo di poteri pubblicistici di certificazione, che si estrinsecano nella diagnosi e nella correlativa prescrizione di esami e prestazioni alla cui erogazione il cittadino ha diritto presso strutture pubbliche ovvero presso strutture private convenzionate".
In base alla legge penale (art 341-bis c.p.): "chiunque offende l’onore e il prestigio di un pubblico ufficiale mentre compie un atto d’ufficio ed a causa o nell'esercizio delle sue funzioni è punito con la reclusione fino a tre anni" (oltraggio a pubblico ufficiale).
Secondo l'articolo 336 c.p.: "chiunque usa violenza o minaccia a un incaricato di un pubblico servizio, per costringerlo a fare un atto contrario ai propri doveri, o a omettere un atto dell'ufficio o del servizio, è punito con la reclusione da sei mesi a cinque anni" (violenza o minaccia a pubblico ufficiale).

#### La visita ambulatoriale e domiciliare
La visita ambulatoriale viene effettuata presso lo studio medico che può prevedere anche forme di associazione fra più medici e avviene secondo modalità indicate dal medico, in genere su appuntamento. Il contratto nazionale prevede che gli orari debbano tener conto del numero totale degli assistiti. Il medico struttura gli orari dell'ambulatorio in base agli impegni previsti dalle visite domiciliari e dall'attività distrettuale (ADI, ADP, SVAMA, PAI, PIP ecc.).
La visita domiciliare, compatibilmente con l'attività medica generale e con la valutazione delle urgenze a discrezione del medico, viene di norma effettuata entro la giornata, se richiesta prima delle ore 10:00, o il giorno successivo, se richiesta dopo le ore 10:00.
Da contratto nazionale la visita domiciliare è gratuita esclusivamente nel caso in cui il medico, accertata la situazione clinica del paziente, stabilisca la non trasportabilità dello stesso in ambulatorio, come nel caso di pazienti allettati. Se il paziente è trasportabile la visita domiciliare è a pagamento a carico del paziente, come stabilito nel contratto nazionale.
Il medico può prescrivere farmaci e consulenze mediche specialistiche con apposita ricetta medica, o redigere certificato di malattia che può essere rilasciato esclusivamente dopo aver visitato il paziente.
Da contratto nazionale il Medico di Medicina Generale non è tenuto a offrire assistenza nei giorni festivi e nei week-end, a eccezione dei prefestivi, nei quali può essere contattabile dalle ore 8:00 alle ore 10:00. Al di fuori degli orari di servizio del Medico di Medicina Generale di Assistenza Primaria è sempre attivo il servizio di Continuità Assistenziale (ex guardia medica), al quale i pazienti possono rivolgersi per prestazioni indifferibili, e il pronto soccorso per le emergenze.

#### L'assistenza distrettuale territoriale
Il Medico di Medicina Generale è responsabile della cura globale della persona nell'ambito del distretto socio sanitario dell'ASL di pertinenza. Per perseguire tale finalità le ASL hanno introdotto nel corso degli anni numerose forme di organizzazione dell'assistenza medica al fine di potenziare le cure territoriali.
- Assistenza domiciliare integrata (ADI): rivolta a pazienti disabili e non autosufficienti. È attivata dal distretto ASL su richiesta del Medico di Medicina Generale. È una forma di assistenza multidisciplinare (medici, infermieri, psicologi, assistenti sociali, fisioterapisti) rivolta alla cura del paziente non autosufficiente. Il Medico di Medicina Generale richiede al distretto ASL di competenza le prestazioni multidisciplinari sulla base del suo giudizio clinico e coordina le attività delle varie figure professionali.[40]
- Assistenza domiciliare programmata (ADP): rivolta a pazienti cronici complessi non deambulanti. È attivata dal distretto ASL su richiesta del Medico di Medicina Generale. È una forma di assistenza medica domiciliare in cui il Medico di Medicina Generale visita regolarmente i pazienti che a causa della complessità della loro patologia richiedono una osservazione medica domiciliare periodica.[41]
- Scheda per la Valutazione Multidimensionale dell'Anziano (SVAMA): rivolta a pazienti anziani che richiedono prestazioni sanitarie di particolare impegno. È compilata dal Medico di Medicina Generale che sulla base della situazione clinica del paziente segnala alla ASL le criticità e i bisogni del paziente. La SVAMA prevede una valutazione sanitaria, cognitiva, funzionale e sociale del paziente da parte di un team multidisciplinare coordinato dal Medico di Medicina Generale.[42]
- Piano assistenziale individualizzato (PAI): rivolto ai pazienti cronici e previsto nel piano nazionale cronicità. Sulla base di valutazioni clinico-sociali il Medico di Medicina Generale redige un programma a lungo termine di assistenza territoriale del paziente cronico con la collaborazione di altre figure professionali (medici, infermieri, psicologi, assistenti sociali e fisioterapisti).[43]

#### Attività di ricerca e didattica
Con l'introduzione in Italia del Diploma in Medicina Generale, la didattica e la ricerca sono diventate parte integrante dei compiti dei Medici di Medicina Generale. Ogni anno le regioni formano, mediante corsi specifici, i medici tutor che hanno la responsabilità didattica e formativa dei medici specializzandi in Medicina Generale all'interno dei loro ambulatori. 
L'attività di ricerca è coordinata da apposite società scientifiche, le più importanti delle quali sono la SIMG (Società Italiana di Medicina Generale) e Fimmg-Metis.

#### Scelta del Medico di Medicina Generale
Il Medico di Medicina Generale è scelto da ciascun cittadino, tra i medici convenzionati col Servizio Sanitario Nazionale (art. 25 legge 833/1978), allo scopo di poter garantire l'assistenza medica territoriale. Come stabilito dal codice di deontologia medica approvato nel 2014 dalla federazione nazionale dei medici chirurghi e odontoiatri, il rapporto di cura tra medico di famiglia e paziente si basa sulla fiducia fra le due parti.
Non solo i cittadini e gli equiparati, ma anche gli extracomunitari regolarmente soggiornanti hanno diritto alla scelta del Medico di Assistenza Primaria. 
La scelta può essere fatta nell'ambito del comune di residenza, ovvero nel domicilio sanitario, cioè in un luogo differente nel quale l'assistito dichiara di permanere per più di tre mesi l'anno, per motivi di studio, lavoro, salute oppure per assistenza a malati (rientra nei motivi di salute), possesso di esenzione per patologia cronica, età superiore ai 75 anni, appartenenza in comunità protetta, minore età con status di adottabilità in attesa, minore età in affido temporaneo. Per i cittadini residenti la validità dura un anno ed è, salvo variazioni, automaticamente rinnovata. I cittadini non residenti possono godere dell'assistenza sanitaria erogata dal Medico di Medicina Generale da un minimo di tre mesi fino a un massimo di dodici, dopo i quali può essere prorogata. 
Nel caso di non disponibilità di un numero sufficiente di pediatri di libera scelta, tale deroga può anche comprendere l'iscrizione di minori di età inferiore ai 6 anni. 

##### Ricusazione dell'assistito
Ai sensi dell'ACN Medicina Generale e del codice di deontologia medica il rapporto tra medico e paziente si basa sulla reciproca fiducia. Il Medico di Medicina Generale ha facoltà di ricusare un assistito qualora esistano motivi d'incompatibilità tra i quali riveste particolare importanza la turbativa del rapporto di fiducia. Il medico provvede a comunicare la ricusazione del paziente alla propria ASL di appartenenza indicando il motivo e garantendo la continuità terapeutica fino alla scelta del nuovo medico da parte del paziente. Le ASL provvedono a informare il paziente della ricusazione da parte del medico e lo invitano a effettuare la scelta di un nuovo medico.

Malgrado una dotazione strumentale più affidabile e precisa, una parte della categoria evidenzia nella pratica ambulatoriale quotidiana una carenza di fiducia, rispetto e di riconoscimento del ruolo da parte dei pazienti, che indirizzerebbero i giovani verso altre professioni, causando un vuoto rispetto ai fabbisogni futuri di medici.

##### Esclusione dei senza fissa dimora
Per iscriversi nelle liste di una scelta di un Medico di Medicina Generale è necessaria l'iscrizione all'Anagrafe in uno dei comuni del territorio nazionale, anche diverso da quello dell'ASL di riferimento. L'iscrizione anagrafica è subordinata al possesso di un indirizzo di residenza al quale recapitare per posta i documenti richiesti alla pubblica amministrazione.
Al 2016, si stima che 50.000 persone, fra immigrati e italiani senza fissa dimora, sono prive del Medico di Medicina Generale, non avendo la residenza in un comune del territorio nazionale.
Alle persone prive di residenza è garantito il mero accesso ai servizi ospedalieri del Pronto Soccorso, lasciandoli senza la copertura sanitaria prevista nei Livelli Essenziali di Assistenza. Il costo standard di un ricovero in day-hospital è da solo dieci volte superiore al costo di un anno di assistenza da parte di un Medico di Medicina Generale.
Alcune municipalità hanno consentito ai senza fissa dimora di eleggere il proprio domicilio presso le associazioni di volontariato (Roma) oppure in una via di residenza "fittizia" in accordo coi servizi territoriali del Comune.

### In Spagna
È un laureato in medicina e specializzato in Medicina Generale al quale è assegnato un determinato numero di pazienti della popolazione e che presta la sua opera in uno studio attrezzato (Centro di Salute), le cui funzioni sono di natura clinica e assistenziale, di libera docenza, ricerca e amministrazione in ambito medico-sanitario. La sua attività è orientata alla promozione di stili di vita salubri, all'identificazione di potenziali rischi e pericoli per la salute pubblica e individuale, al trattamento e cura più convenienti e adeguate per tali problematiche.
Il medico di famiglia conosce approfonditamente il paziente e la sua storia clinica, la sua aspettativa di vita e il suo contesto personale, famigliare e sociale e per tali motivi è qualificato a decidere col proprio assistito il miglior trattamento e gli obiettivi da perseguire. Un'assistenza di qualità implica l'esistenza di un rapporto fiduciario fra medico e paziente, costituito da conoscenza, rispetto e fattiva collaborazione reciproca, condizione ritenuta irrinunciabile per un espletamento efficace della vocazione professionale propria del medico di famiglia. I medici specialisti operano anche in qualità di medici consulenti, che scambiano informazioni e delegano al medico di famiglia la fase di follow-up del paziente.